# Peggi Blu
Peggi Blu, Peggy Blue, (Lumberton, 1946. május 26. – Burbank, California, 2024. május 24.) amerikai énekesnő, színésznő, operai énektanár.

## Pályafutása
Peggi Blu Lumbertonban, Észak-Karolinában született. Háromévesen kezdett énekelni. Tizennégyéves korában nagybátyjával, Bishop Walter L. Bentonnal és annak kórusával New Yorkba költözött, így megnyílt a pálya profi karrierje felé. A folyamatos felkérések és az énektudására való kereslet miatt magántanuló volt.
Vokalistaként 1973-ban kezdett szerepelni Archie Shepp „Rest Enough (Song to Mother)” című dalával, amely a „The Cry of My People” albumáról való volt. A vokálénekesi munka az 1970-es években olyan előadókkal folytatódott, mint Elkie Brooks és  Esther Phillips.
Az 1970-es évek közepén Louise Bethune-nal és Dee Dee Kenniebrew-vel turnézott, akik The Crystals néven működtek.
1980-ban kötötte Blu az első nagy lemezkiadói szerződését az MCA Recordsszal. 1987-ben a Blu Blowin' című album két kisebb R&B/hip-hop slágert tartalmazott, a „Tender Moments”-ot és az „All the Way with You”-t.
2002-ban Blu kiadta harmadik albumát, (Livin' on Love) az Expansion Recordsnál. 2006-ban Blu szerepelt a rövid életű ABC tévésorozatban, „(Miracle Workers)”, jó barátjával, Charles Valentinóval. 2007-ben vokálozott és  hangszerelést készített Adam Sandler „I Now Pronounce You Chuck and Larry” című filmje zenéjéhez.
2010-ben Blu a dán/német „Cool Million” duóval vett fel zenét a „Back for More” című albumukon, majd szerepelt a 2012-es harmadik albumukon is. 2011–2012-ben énektanára volt az American Idolnak.
Olyanok sztárokkal is dolgozott, mint Bob Dylan, Kylie Minogue, Alice Cooper, Trini Lopez, Neil Sedaka, Wanda Dee, The Manhattans, Barbra Streisand, Leonard Cohen, Thelma Houston, Tracy Chapman, Esther Phillips,...

## Albumok
- 1980: I Got Love
- 1987: Blu Blowin'
- 2006: Livin On Love

## Filmek
Peggi Blu az IMDb-n

## Díjak
1986: „Star Search Grand Champion”, Star Search (1986), a 2013-as Malibu Music Awards „Legjobb énektanára”, a legismertebb American Idol énekoktató.